# Mustafa Karadayi

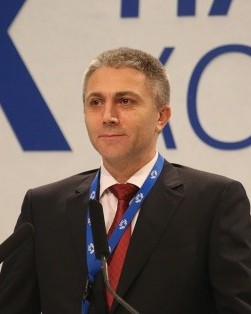
Mustafa Sali Karadayı

Mustafa Sali Karadayı (Bulgaars: Мустафа Сали Карадайъ) (Borino, 8 mei 1970) is een Bulgaars politicus van Turkse afkomst. Hij is sinds 24 april 2017 de partijleider van de Beweging voor Rechten en Vrijheden.

## Carrière
Karadayı studeerde af aan de Universiteit van Universiteit voor Nationale en Wereldeconomie (te Sofia). Van 1996 tot 2003 doceerde hij computerwetenschappen aan de Nieuwe Bulgaarse Universiteit en raakte betrokken bij de jeugdafdeling van de DPS, die hij tussen 1998 tot 2003 leidde.
Hij werd gekozen in de Nationale Vergadering bij de verkiezingen van mei 2013 en herkozen in 2014. In december 2015, na de uitzetting van Lütfi Mestan, werd hij een van de drie covoorzitters van zijn partij. Op 24 april 2016 werd hij unaniem gekozen tot leider van de Beweging voor Rechten en Vrijheden.
Hij werd bij de verkiezingen van 2017 herkozen in de Nationale Vergadering, maar zijn partij verloor 12 zetels (ten opzichte van 2014) en kwam uiteindelijk op 26 zetels (9% van de stemmen).